# Strzelce Opolskie
Strzelce Opolskie anhörenⓘ (deutsch Groß Strehlitz, gelegentlich auch Groß-Strehlitz geschrieben, schlesisch Gruß Strahltz, im Schlesischen Ethnolekt auch Wielge Strzelce, Szczelce Ôpolske, Wjely Strzelce) ist eine Kreisstadt in der Woiwodschaft Opole in Polen. Sie ist Sitz des Powiat Strzelecki und der Stadt- und Landgemeinde Strzelce Opolskie. Historisch gehörte Strehlitz zum Herzogtum Oppeln und war von 1313 bis 1460 Residenzstadt des Herzogtums Strehlitz.

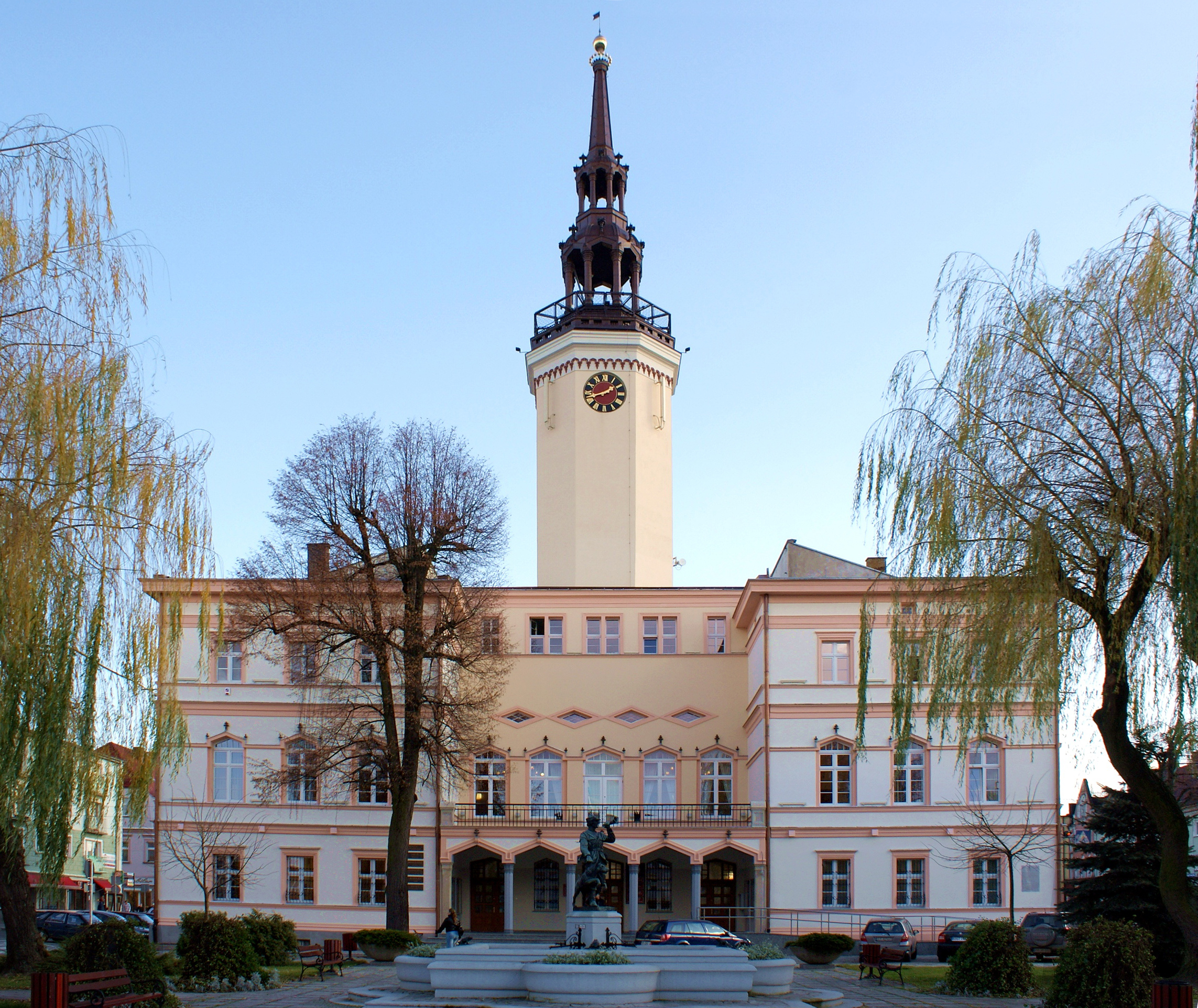
Rathaus

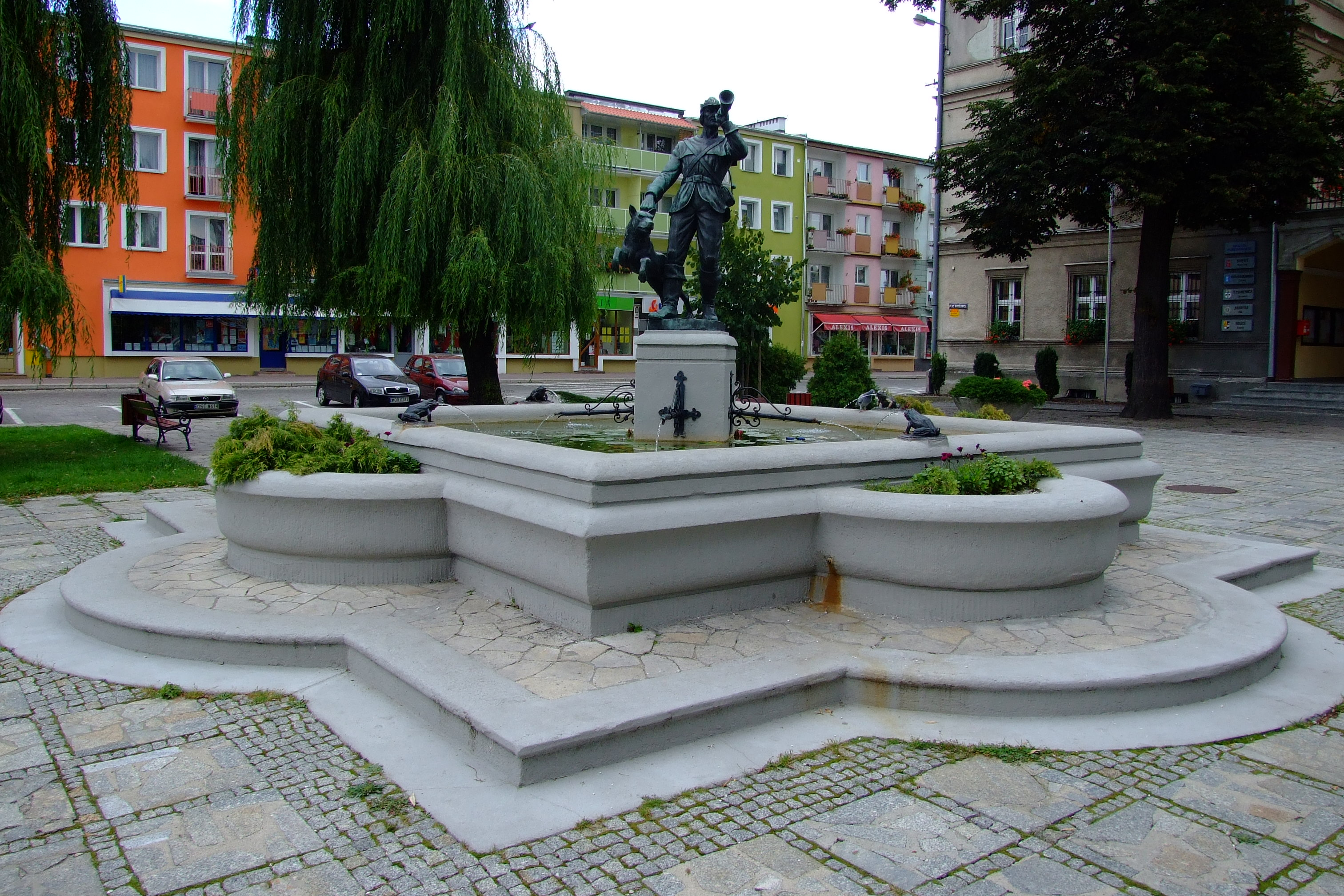
Brunnen mit Jägerdenkmal am Ring

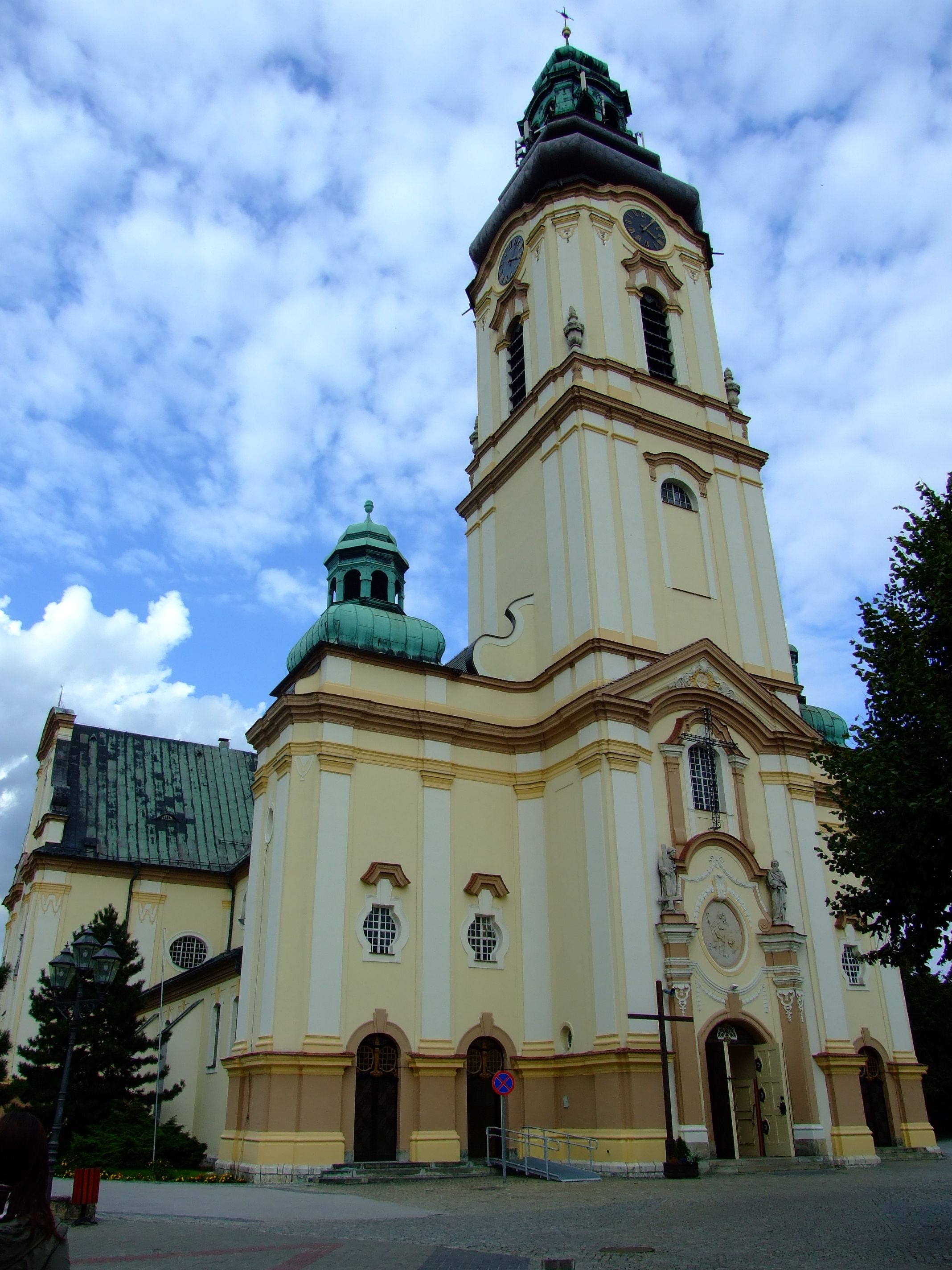
St. Laurentius

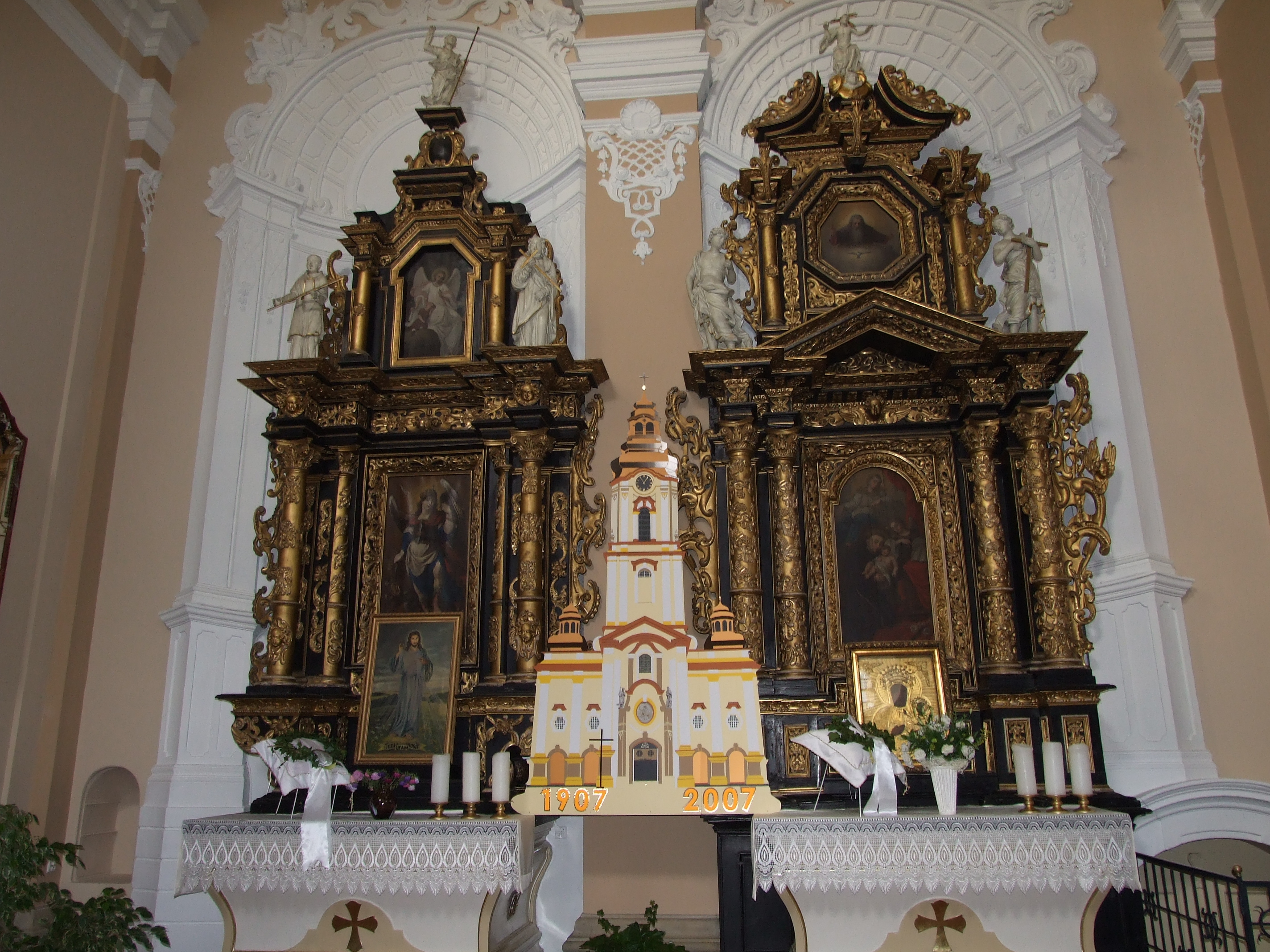
Manieristische Seitenaltäre

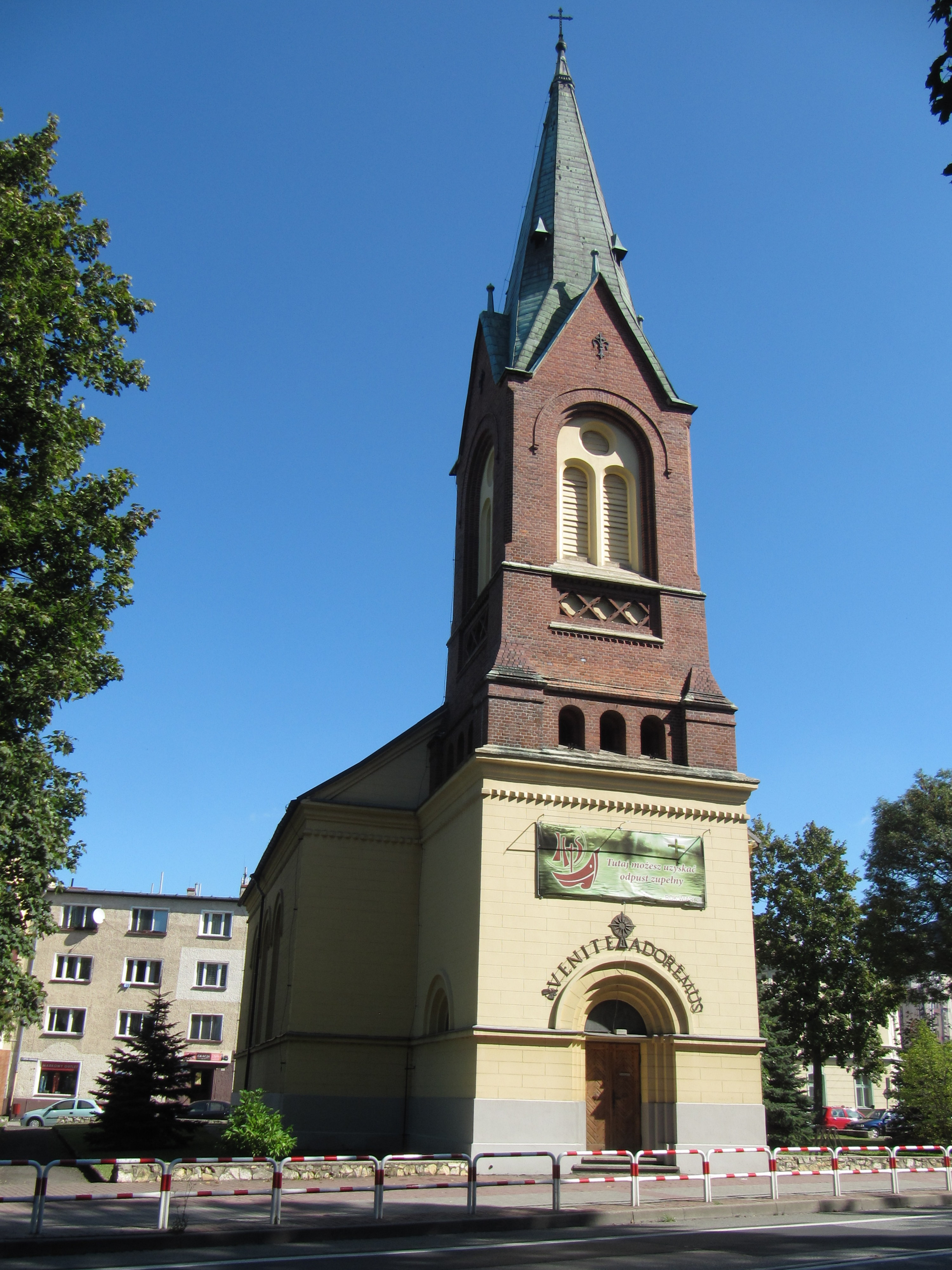
Ehemalige evangelische Pfarrkirche (bis 1945), erbaut 1825–1826

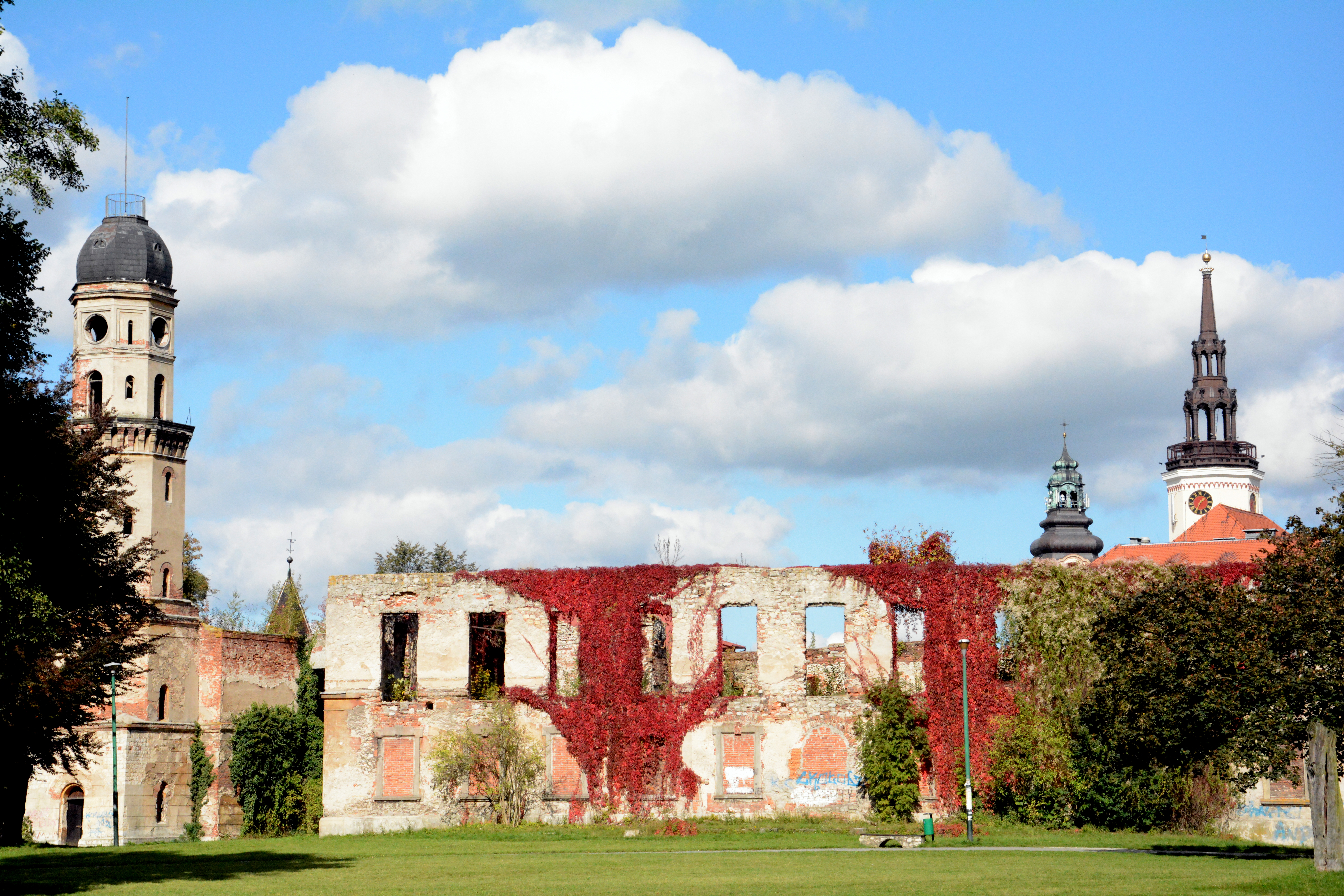
Ruine Schloss Groß Strehlitz

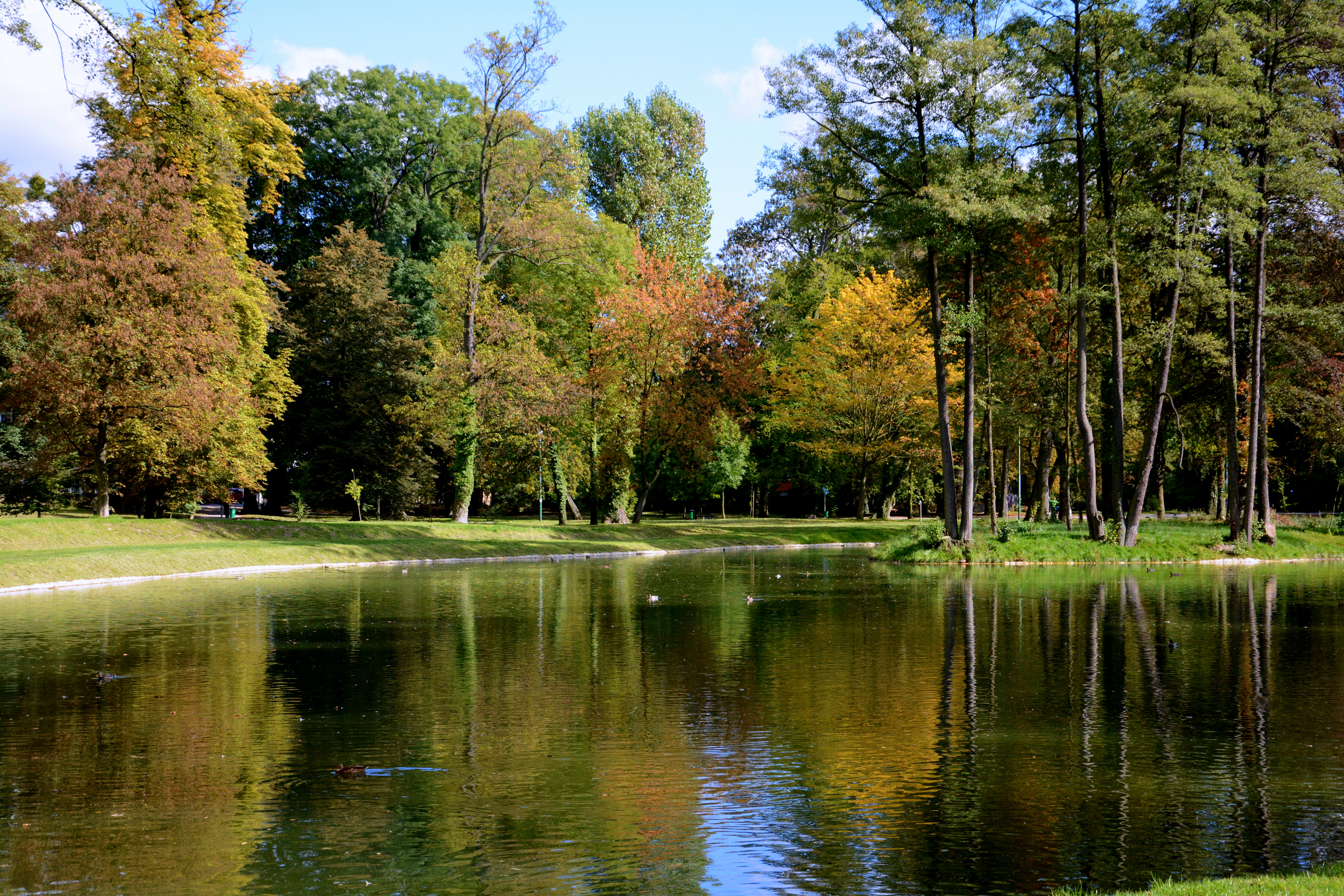
Schlosspark

## Lage
Die Stadt liegt in Oberschlesien, ungefähr auf halbem Wege zwischen den Großstädten Opole (Oppeln, 30 km nordwestlich) und Gliwice (Gleiwitz, 35 km südöstlich). In unmittelbarer Nähe befindet sich das Oberschlesische Industriegebiet, dessen westlichste Ausläufer die nahen Städte Gliwice und Pyskowice (Peiskretscham) sind.

## Stadtteile
- Adamowice (Adamowitz)
- Farska Kolonia (Kolonie Adamowitz)
- Mokre Łany (Mokrolohna)
- Nowa Wieś (Neudorf)
- Suche Łany (Sucholohna)

## Geschichte
Groß Strehlitz entwickelte sich an der alten Handelsstraße, die von Breslau nach Krakau verlief. Es gehörte zum piastischen Herzogtum Oppeln, deren Herzöge im 13. Jahrhundert ihr Land mit Deutschen besiedelten. Im Liber fundationis episcopatus Vratislaviensis von 1295 wird es als „Strelicz“ erwähnt. Der Ortsname ist auf die in der Gegend jagenden fürstlichen Jägern (polnisch strzelcy) zurückzuführen und ist mehreren Schreibweisen überliefert: 1271 „Strelech“, 1291 „Strzelecz“, „Strzelicz“, seit 1581 „Groß Strehlitz“ und seit 1945 „Strzelce Opolskie“. Die herzogliche Burg ist für das Jahr 1303 als „castrum strelense“ belegt. Um 1305 war die Stadt Mittelpunkt eines Weichbildes, und 1323 wurde sie erstmals als Civitas bezeichnet. Ein Jahr später sind namentlich Vogt und Schöffen überliefert. Im gleichen Jahr wurde die nördliche Stadt mit einer Mauer geschützt. Der südwestliche Teil war durch die herzogliche Burg und durch Sümpfe gesichert.
Die Gründung und der Aufbau der Stadt erfolgten vermutlich nach Überfall und Zerstörung der Siedlung durch den polnischen Seniorherzog Bolesław V. im Jahre 1273. Nach dem Tod des Oppelner Herzogs Bolko I. 1313 wurde das Herzogtum Oppeln unter dessen drei Söhne geteilt. Der jüngste Sohn Albert erhielt das Strehlitzer Gebiet, wodurch das Herzogtum Strehlitz begründet wurde. Er residierte in der herzoglichen Burg und erteilte 1326 Strehlitz die Stadtrechte. 1327 unterstellte er sein Herzogtum als ein Lehen an die Krone Böhmen. Ein Jahr später wurde die Stadt mit einer Stadtmauer mit dem Krakauer und dem Oppelner Tor umgeben. Das Magdeburger Stadtrecht ist für das Jahr 1362 belegt. 1398 wurde Strehlitz durch ein polnisches Heer belagert. Während der Hussitenkriege wurde es 1428 von den Hussiten geplündert.
Bis 1532 war die Stadt Besitz des Oppelner Zweigs der Schlesischen Piasten. Nach dem Tod des kinderlosen Herzogs Johann II. fiel das Herzogtum Oppeln 1532 als erledigtes Lehen durch Heimfall an die Krone Böhmen zurück, deren Landesherren ab 1526 bis 1918 die Habsburger in ihrer Eigenschaft als Könige von Böhmen waren. König Ferdinand I. verpfändete Groß Strehlitz und die zugehörige Herrschaft an den Markgrafen Georg den Frommen von Brandenburg. Er förderte das Vordringen der Reformation in Oberschlesien. Um 1570 waren die Pfarrkirche und die Schule lutherisch. 1562 verpfändete Ferdinand I. Groß Strehlitz an Georg von Redern, der 1612 in den Herrenstand aufgenommen wurde. Er erwarb 1615 die Herrschaft Groß Strehlitz als freies Eigentum
Im Dreißigjährigen Krieg drangen 1625 mansfeldische Truppen in Groß Strehlitz ein und 1642 die Truppen des Feldherrn Lennart Torstensson. Nach dem Westfälischen Frieden 1648 folgte die Gegenreformation. Von 1650 bis 1807 war Groß Strehlitz im Besitz der Grafen Colonna von Fels.
Nach dem Ersten Schlesischen Krieg fiel Strehlitz 1742 wie fast ganz Schlesien, an Preußen. Mit den Preußischen Reformen wurde 1818 der Landkreis Groß Strehlitz geschaffen, mit dem Groß Strehlitz bis 1945 verbunden blieb.
Am Anfang des 20. Jahrhunderts hatte Groß Strehlitz eine evangelische Kirche, zwei katholische Kirchen, eine Synagoge, ein Gymnasium (das Johanneum), eine Zentral-Jugendstrafanstalt, Zement- und Maschinenfabrikation, Kalkwerke und war Sitz eines Amtsgerichts. Bei der Stadt befand sich das Rittergut Groß Strehlitz mit Schloss, dessen Besitzer seinerzeit Graf Tschirsky-Renard war. Letzter Gutsbesitzer bis 1945 war Graf Castell zu Castell.
Bei der Volksabstimmung in Oberschlesien am 20. März 1921 stimmten in Groß Strehlitz 3364 Wahlberechtigte (85,7 Prozent) für einen Verbleib Oberschlesiens bei Deutschland und 558 Wahlberechtigte (14,2 Prozent) für eine Abtretung an Polen. Die Wahlbeteiligung betrug 98,4 Prozent, es wurden vier ungültige Stimmen (0,1 Prozent) gezählt.
Im Dritten Polnischen Aufstand in Oberschlesien nahmen polnische Gruppen die Stadt unter Beschuss. Deren Eindringen wurde durch britische Truppen verhindert.
Nach der Machtübernahme durch die Nationalsozialisten verließ die Mehrzahl der jüdischen Einwohner die Stadt. Bei den Novemberpogromen 1938 wurde die Innenausstattung der Synagoge zerstört. Kreisleiter der NSDAP war von Oktober 1942 bis 1945 Alfred Rieger.
Gegen Ende des Zweiten Weltkriegs wurde nach dem Einmarsch der Roten Armee im Januar 1945 die Stadt besetzt und mehrere Gebäude im Bereich des Rings durch Anzünden zerstört, darunter das Rathaus und das Schloss.

## Seit 1945
Nach Kriegsende wurde die Stadt zunächst in Strzelce umbenannt, und zum 28. Juni 1948 in Strzelce Opolskie geändert.
1950 kam die Stadt zur neugegründeten Woiwodschaft Oppeln. Bei der Gebietsreform 1975 wurden in Polen alle Landkreise aufgelöst, Strzelce Opolskie verlor den Rang als Kreisstadt. Im Rahmen der Verwaltungsreform in Polen im Jahr 1999 wurde Strzelce Opolskie wiederum Sitz des Powiat Strzelecki.
Am 12. Juni 1998 wurde Strzelce Opolskie als die 114. Stadt in den Städtebund Neue Hanse aufgenommen.
In der Volkszählung 2002 gaben 13,61 % der Bevölkerung an zur deutschen Minderheit zu zählen sowie 4,7 % zur schlesischen.

## Bauwerke / Sehenswürdigkeiten
- Rathaus inmitten des Rings, wurde 1844–1846 im spätklassizistischen und neugotischen Stil erbaut.
- Jägerdenkmal bzw. Schützendenkmal und Ringbrunnen vor dem Rathaus. Das Denkmal wurde 1929 von Peter Lipp im Gleiwitzer Hüttenamt entworfen und gegossen.
- Die große neobarocke Pfarrkirche St. Laurentius wurde 1904–1907 an der Stelle eines Vorgängerbaus dem Jahre 1724 nach einem Entwurf des Architekten Georg Güldenpfennig erbaut. Es ist ein dreischiffiges Langhaus mit Chor. Die barocke Innenausstattung wurde überwiegend aus dem Vorgängerbau übernommen.
- Ruine des 1945 abgebrannten Schlosses und der Parkanlage
- Stadtmauer-Reste mit dem Wehrturm aus dem 15. Jahrhundert, der im 17. und 18. Jahrhundert zum Glockenturm der damals hölzernen Laurentiuskirche umgebaut wurde.
- Schrotholzkirche St. Barbara, 1683–1690 vom Zimmermann Johann Brixi errichtet und mit einer bis heute erhaltenen Spätrenaissance-Barock-Ausstattung versehen.
- Fronleichnamskirche; ehemals evangelisch und heute katholisch, wurde von 1825 bis 1826 erbaut.
- Ischlturm
- Altes Brauhaus

## Demographie
| Jahr | Einwohnerzahl | Anmerkungen |
| ---- | ------------- | --- |
| 1751 | 790           | [ 7 ] |
| 1783 | 869           | [ 7 ] |
| 1816 | 1140          | [ 8 ] |
| 1825 | 1468          | darunter 147 Evangelische, 1209 Katholiken, 112 Juden |
| 1840 | 2122          | davon 260 Evangelische, 1722 Katholiken, 140 Juden |
| 1855 | 2827          | [ 11 ] |
| 1861 | 3128          | ohne das Militär (609 Personen), davon 404 Evangelische, 2283 Katholiken, 441 Juden                                                                        |
| 1867 | 3702          | am 3. Dezember |
| 1871 | 3853          | darunter 450 Evangelische, 400 Juden (270 Polen); nach anderen Angaben 3853 Einwohner (am 1. Dezember), davon 523 Evangelische, 2853 Katholiken, 477 Juden |
| 1890 | 5112          | davon 1159 Evangelische, 3571 Katholiken, 381 Juden (500 Polen)                                                                                            |
| 1905 | 5775          | meist Katholiken |
| 1910 | 5753          | am 1. Dezember, ohne Schloss und Gutsbezirk (307 Einwohner)                                                                                                |
| 1933 | 11.000        | davon 793 Evangelische, 10.001 Katholiken, ein sonstiger Christ, 149 Juden                                                                                 |
| 1939 | 11.523        | davon 979 Evangelische, 10.291 Katholiken, ein sonstiger Christ, 71 Juden                                                                                  |
| 1995 | 21.885        | |
| 2000 | 21.080        | |
| 2005 | 20.095        | |
| 2010 | 19.542        | |
| 2015 | 18.244        | |
| 2020 | 17.657        | |
| 2022 | 17.147        | |

## Partnerstädte
- Soest, Deutschland
- Druskininkai, Litauen
- Region Tysmenitsa, Ukraine
- Holice, Tschechien
- Bandera, USA

Darüber hinaus unterhält Strzelce Opolskie Kontakte zu anderen Städten. Diese sind u. a.:
- Blankenheim, Deutschland
- Herzberg, Deutschland
- Heringen, Deutschland
- Schmölln, Deutschland
- Solingen, Deutschland
- Bremerhaven, Deutschland
- Eislingen an der Fils, Deutschland
- Altenburg, Deutschland
- Andorf, Österreich
- Panna Maria, USA
- Chmelnica, Slowakei
- Helsingborg, Schweden
- Visby, Schweden
- Sárospatak, Ungarn
- Pápa, Ungarn
- Kampen, Niederlande

## Wappen
Das Wappen ist gespalten; links in Blau ein halber goldener Adler am Spalt (oberschlesischer Adler), rechts in Gold ein schräglinks gestellter grüner Rebzweig mit drei Blättern und blauen Trauben.

## Verkehr
Die Stadt ist durch die Verkehrswege im Korridor zwischen Breslau und Katowice an das Straßennetz angeschlossen, d. h. durch die Autobahn A4 (Europastraße 40), die Landesstraße 94 und die Oberschlesische Eisenbahn von Breslau nach Kattowitz.
Im Bahnhof Strzelce Opolskie kreuzt sich die Bahnstrecke Bytom–Wrocław mit der stillgelegten Bahnstrecke Kędzierzyn-Koźle–Kluczbork.

## Persönlichkeiten

### Söhne und Töchter der Stadt
- Franz Münzer (1823–1893), Erzpriester, Mitglied des preußischen Abgeordnetenhauses
- Hermann Temmel (1825–1898), Schauspieler, Regisseur und Theaterdirektor
- Johannes Maria von Renard (1829–1874), schlesischer Montan-Unternehmer
- Eduard Jacobson (1833–1897), Dramatiker
- Paul Engelbrecht (1849–1909), preußischer Generalleutnant
- Gustav Meyer (1850–1900), Sprachwissenschaftler, Balkanologe und Indogermanist
- Maximilian von Negelein (1852–1911), Landrat in Hessen, MdHdA
- Alfons Nowack (1868–1940), erzbischöflicher Archivar und Museumsdirektor in Breslau
- Max Apt (1869–1957), Wirtschaftsanwalt
- Walter Rothkegel (1874–1959), Bodenkundler und Taxwissenschaftler
- Alfred Graetzer (1875–1911), Maler, Lithograf und Zeichner
- Gertrud Richert (1885–1965), Romanistin, Hispanistin, Lusitanistin und Kunsthistorikerin
- Friedrich von Alten (1888–1944), Verwaltungsjurist und Landrat
- Helmuth Förster (1889–1965), Offizier, zuletzt General der Luftwaffe
- Max Burda (1893–1963), Postbeamter und Kommunalpolitiker (NSDAP)
- Eberhard Reinert (1893–1982), Offizier, Nachrichtenmann und Politiker (DP)
- Otto Wustmann (1896–1971), Chirurg und Sanitätsoffizier
- Leonhard Hora (1897–1946), völkischer und antisemitischer Schriftsteller und Rundfunkjournalist
- Heinz Kokott (1900–1976), Generalmajor
- Erich Mende (1916–1998), Politiker (FDP, CDU), MdB, FDP-Bundesvorsitzender, Bundesminister für Gesamtdeutsche Fragen
- Helmut Walter Klein (1918–2013), Künstler und Grafiker
- Joachim Gabor (1929–2013), Begründer des Unternehmens Gabor Shoes
- Hubertus Mynarek (1929–2024), Theologe und Kirchenkritiker
- Horst Gamon (* 1936), Fußballspieler
- Ludwig Elsner (1939–2023), Mathematiker und Hochschullehrer
- Franziskus Eisenbach (1943–2024), Weihbischof in Mainz
- Mirosław Sekuła (* 1955), Politiker, Abgeordneter des Sejm
- Bernhard Smarczyk (* 1955), Althistoriker
- Gabriela Mrohs-Czerkawski (* 1969), Basketballspielerin
- Karina Plachetka (* 1975), deutsche Schauspielerin
- Sławomir Szmal (* 1978), Handballtorwart
- Juliet Sikora (* 1979), House-DJ und Remixerin

### Mit der Stadt verbunden
- Carl Leonhard Samuel Colonna von Fels (1674–1752), schlesischer Adliger, Landrechtsbeisitzer und Landesältester der Fürstentümer Oppeln-Ratibor
- Philipp Graf Colonna (1755–1807), schlesischer Großgrundbesitzer und Industrieller
- Andreas Maria von Renard (1795–1874), schlesischer Montan-Unternehmer und Besitzer der Herrschaft Groß Strehlitz
- Mortimer von Tschirschky (1844–1908), Majoratsherr und Parlamentarier
- Joseph Glowatzki (1847–1936), katholischer Geistlicher und Mitglied des Deutschen Reichstags
- Julian Prerauer (1848–1934), Industrieller
- Karl von Brühl-Renard (1853–1923),  Philanthrop und Politiker
- Viktor von Alten (1854–1917), Verwaltungsjurist in Preußen
- Reinhard Froehner (1868–1955), Kreistierarzt und Veterinärhistoriker
- David Braunschweiger (1875–1928), Rabbiner und Autor
- Herbert von Jarrosch (1900–1942), Schauspieler, Regisseur, Bühnenleiter und Intendant